# طوش
طوش یا نوش  نام یکی از پسران اسفندیار است.  اختلاف نگارش این نام ناشی از نسخه‌های گوناگون شاهنامه فردوسی می‌باشد. در بعضی نام طوش و در بعضی دیگر نوش  آمده است. طوش در آتشکده ‌های زرتشتی به کار دینی مشغول بود. طوش برخلاف سایر برادران در جنگ‌ها و اتفاقات حضور کمرنگی دارد.

## طوشدرشاهنامه فردوسی
در شاهنامه فردوسی از چهار پسر اسفندیار به نام‌های بهمن، مهرنوش، آذرنوش و طوش نام برده می‌شود، که فردوسی هر چهار نفر را رزمجو معرفی می‌کند، در شاهنامه فردوسی بر پایه تصحيح جلال خالقی مطلق این اسم  نوش  آمده است:
| بدان روزگار اندر اسفندیار |  | به دشت اندرون بُد ز بهر شکار |
| از آن دشت آواز کردش کسی   |  | که جاماسپ را کرد خسرو گُسی   |
| چو آن بانگ بشنید آمد شگفت |  | بپیچید و خندیدن اندر گرفت   |
| پسر بود او را گزیده چهار  |  | همه رزم‌جوی و همه نیزه‌دار    |
| یکی نام بهمن دوم مهرنوش   |  | سیم نام او بُد دل افروز طوش  |
| چهارم بُدش نام نوش‌آذرا     |  | نهادی کجا گنبد آذرا         |

 ابیات فوق در شاهنامه فردوسی تصحیح جلال خالقی مطلق چنین آمده است:
| یکی نام بهمن، دگر مهرنوش |  | سیم نام او آذرافروز نوش |
| چهارمْش را نام نوش آذرا   |  | نهادی کجا گنبد آذرا     |

که می‌توان نتیجه گرفت که طوش در خدمت گسترش دین زرتشت بوده است. همچنان که دیده می‌شود نوشتار طوش به گونه نوش در  شاهنامه فردوسی به تصحیح جلال خالقی مطلق آمده است. 
نباید نوش را با نوش آذر یکی دانست در ابیات فوق فردوسی آنها را با شماره گذاری از هم تمیز داده است. زمانی نوش آذر و بهمن و مهرنوش با اسفندیار به جنگ ارجاسب رفتند،  ازطوش نامی برده نمی‌شود. در شاهنامه فردوسی به نسبت سه برادر بسیار کمتر از طوش سخن گفته می شود:
| چو نوش‌آذر و بهمن و مهرنوش |  | برفتند یکسر پر از جنگ و جوش |